# IJzerertswinning in Vlaanderen
In Vlaanderen vond de winning van ijzererts vooral plaats in de provincies Antwerpen, Limburg en Vlaams-Brabant. In Limburg werd van 1850 tot kort voor de Eerste Wereldoorlog moerasijzererts (ijzeroer) en ijzerzandsteen ontgonnen in de vallei van de Kleine Nete, de Grote Nete en de Demer. Het werd met paard en kar en met de tram naar Luikse en Duitse hoogovens vervoerd. In 1896 had bijna elke gemeente in het arrondissement Turnhout een ijzerertsmijn in dagbouw.

## Voorkomen
Het ijzererts komt voor in twee vormen:
- IJzerzandsteen, het materiaal waaruit de getuigenheuvels zijn opgebouwd. Dit heeft een ijzergehalte van ongeveer 16%;
- IJzeroer, ontstaat door stagnatie en oxidatie van ijzerhoudend water in moerasgebieden. Het heeft een ijzergehalte tot 27%.

## Geschiedenis
Archeologische vondsten hebben aangetoond dat reeds vóór de komst der Romeinen (in de IJzertijd) ook in genoemde gebieden aan ertswinning werd gedaan. Dit erts werd lokaal verwerkt in laagovens. De eerste schriftelijke vermelding omtrent ertswinning in de Kempen is van 1570. Er werd toen vergunning verleend aan de uit Luik afkomstige François de Campan om tussen Genk en Zutendaal ijzererts te winnen. Dit betrof ijzeroer.
In latere jaren werd ijzererts gewonnen om te worden verwerkt in de hoogovens in Wallonië, en nog later ook ten behoeve van de hoogovens in het Ruhrgebied. Zo werd in 1840 ijzeroer gewonnen te Brasschaat en Kapellen, wat gebruikt werd in de hoogovens in Henegouwen. De winning van ijzeroer werd uitgevoerd door delvers die zich als grondverbeteraar voordeden: De oerbanken zorgden immers voor stagnatie van het water. De delvers dolven het erts om niet, ze verkochten het ijzeroer en de boeren verkregen een beter weiland, want in het contract was opgenomen dat de grond door de delver moest worden geëgaliseerd.

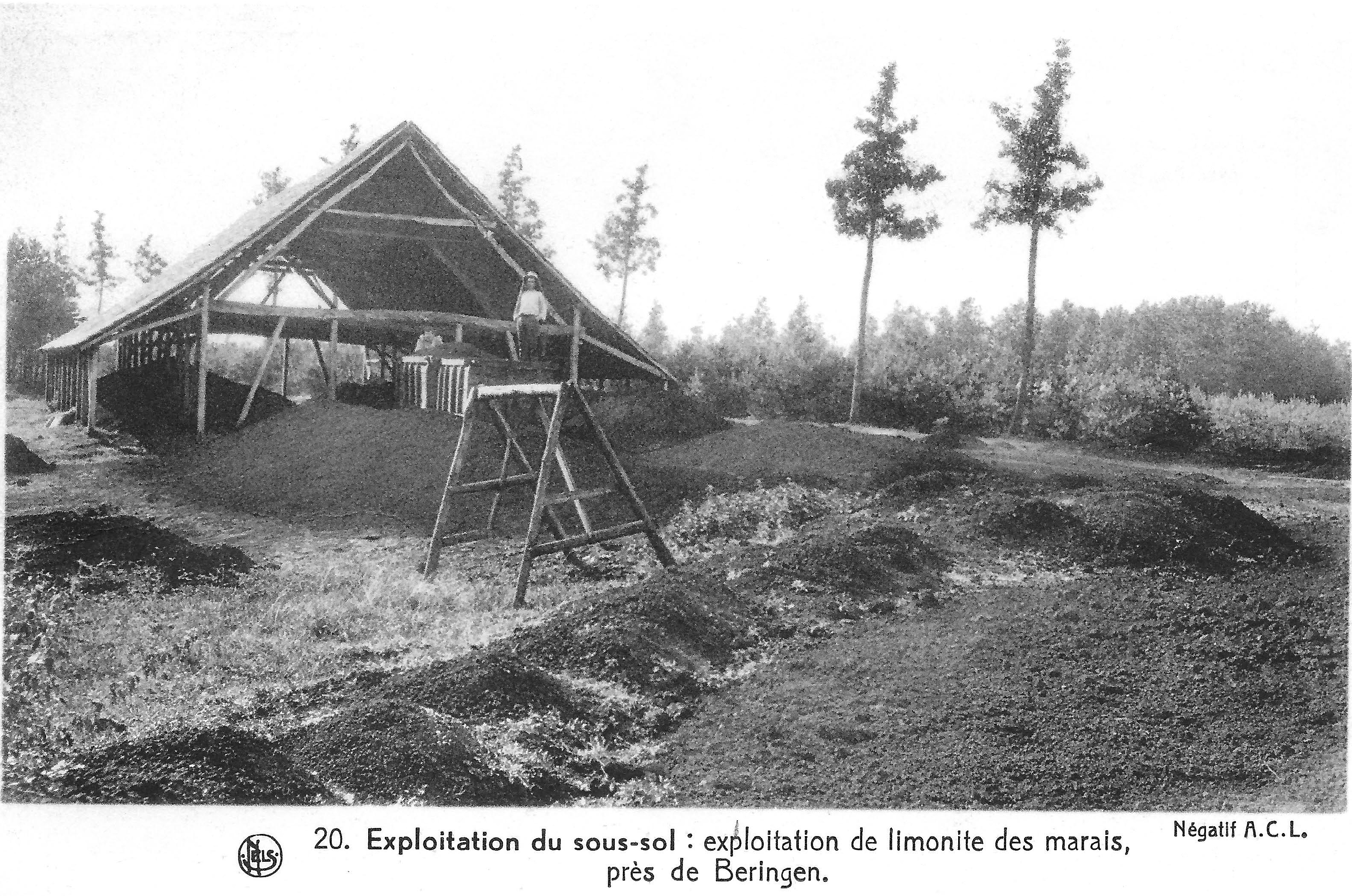
Limoniet ontginning bij Beringen in 1949

Uiteindelijk kreeg, door de toenemende vraag naar het erts, de boer ook een zeker bedrag per gedolven hoeveelheid oer toegekend. Omstreeks 1870 beleefde de ertswinning zijn hoogtepunt. Alleen al in de eerste helft van 1870 werd, vanaf Zonhoven ongeveer 18.000 ton erts per trein afgevoerd, het overgrote deel naar het Ruhrgebied (Duisburg, Mülheim, Neuss) en in mindere mate naar Wallonië (Dolhain, Seraing, Tilleur). In Diepenbeek werd in dezelfde periode 6.300 ton afgevoerd. Hier ontstond, ten gevolge van de ertswinning, het natuurgebied Dauteweyers. In 1873 kwam de ertswinning er ten einde. In de provincie Antwerpen was het topjaar 1912, toen 244 arbeiders in totaal 143.000 ton erts dolven. Dit alles was zwaar werk, daar de oerbanken zeer hard waren.
Na de Eerste Wereldoorlog kwam een einde aan de ertswinning, hoewel omstreeks 1950 nog een kleine opleving bij Oostham was. Het probleem was de concurrentie met ertsvoorkomens zoals die in Lotharingen, welke veel omvangrijker waren en een hoger ijzergehalte boden. Hierdoor kwam de veel kleinschaliger ertswinning in de Kempen tot staan.